# Metrotecnia
La metrotecnia es la tecnología o el conjunto de técnicas que estudia las medidas. A diferencia de la metrología, que se centra en la parte teórica y definición de medida, la metrotecnia se ocupa de la realización de la medida propiamente dicha, el uso de los instrumentos, su contracción y conservación, sus instrucciones de uso, y todo lo que tiene que ver con los trabajos de medición.
La metrología como ciencia y la metrotecnia como tecnología, suelen estudiarse juntas, metrología y metrotecnia, dado que las referencias mutuas son constantes, hay que tener en cuenta que la metrotecnia no define magnitudes, ni sistemas de unidades; se ocupa desde el punto de vista práctico de las mediciones.
Partiremos de un sistema de unidades, el sistema internacional de unidades, definido y consolidado que aquí no discutiremos.